# Поверхность Ричмонда

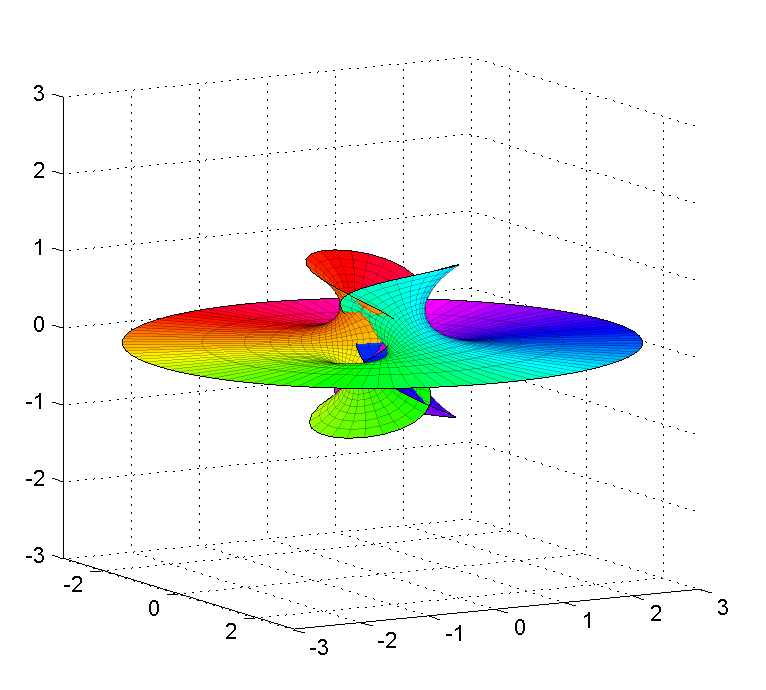
Поверхность Ричмонда для m=2.

Поверхность Ричмонда — минимальная поверхность, впервые описанная английским математиком Гербертом Уильямом Ричмондом в 1904 году. Это семейство поверхностей с одним планарным концом и одним самопересекающимся концом как у поверхности Эннепера.
Поверхность имеет параметризацию Вейерштрасса — Эннепера {\displaystyle f(z)=1/z^{2},g(z)=z^{m}}. Это позволяет параметризацию на основе комплексных параметров
{\displaystyle {\begin{aligned}X(z)&=\Re [(-1/2z)-z^{2m+1}/(4m+2)]\\Y(z)&=\Re [(-i/2z)+iz^{2m+1}/(4m+2)]\\Z(z)&=\Re [z^{m}/m]\end{aligned}}}
Ассоциированным семейством поверхности является просто вращение поверхности вокруг оси z.
Принимая m = 2, получаем вещественное параметрическое выражение
{\displaystyle {\begin{aligned}X(u,v)&=(1/3)u^{3}-uv^{2}+{\frac {u}{u^{2}+v^{2}}}\\Y(u,v)&=-u^{2}v+(1/3)v^{3}-{\frac {v}{u^{2}+v^{2}}}\\Z(u,v)&=2u\end{aligned}}}